# Мазоч (Белуно)
Мазоч (итал. Masoch) је насеље у Италији у округу Белуно, региону Венето.
Према процени из 2011. у насељу је живело 9 становника. Насеље се налази на надморској висини од 1176 м.